# USS Paul Hamilton (DDG-60)
USS Paul Hamilton (DDG-60) — эсминец УРО типа «Арли Бёрк». Построен на верфи Bath Iron Works, приписан к морской станции Перл Харбор, штат Гавайи.
Эсминец «Пол Гамильтон» назван в честь Пола Гамильтона, 3-го министра ВМС США.